# Shiribeshi (provincia)
Shiribeshi formalmente scritta come Shiribeshi no Kuni (giapponese: 後志国) fu per un breve periodo una provincia giapponese. Corrisponde all'attuale subprefettura di Shiribeshi (escluso il distretto di Abuta) più la parte settentrionale della subprefettura di Hiyama.

## Storia
- 15 agosto 1869: viene istituita la provincia di Shiribeshi con 17 distretti;
- 1872: dal censimento risulta che gli abitanti della provincia di Shiribeshi sono 19.098;
- 1882: fusione di tutte le province di Hokkaidō. Passaggio al sistema delle prefetture.

## Distretti
- Kudō (久遠郡)
- Okushiri (奥尻郡)
- Futoru (太櫓郡), dissolta il 1º aprile 1955
- Setana (瀬棚郡)
- Shimamake (島牧郡)
- Suttsu (寿都郡)
- Utasutsu (歌棄郡), dissolta il 15 gennaio 1955
- Isoya (磯屋郡, poi ribattezzata 磯谷郡)
- Iwanai (岩内郡)
- Furū (古宇郡)
- Shakotan (積丹郡)
- Bikuni (美国郡), dissolta il 30 settembre, 1956
- Furubira (古平郡)
- Yoichi (余市郡)
- Oshiyoro (忍路郡), dissolta il 1º aprile 1958
- Takashima (高島郡), dissolta il 1º settembre 1940
- Otaru (小樽郡), dissolta il 1º settembre 1940